# Rilo-Rodopski Masiv
Rilo-Rodopski Masiv (bulgariska: Рило-Родопски Масив) är en bergskedja i Bulgarien.   Den ligger i regionen Pazardzjik, i den sydvästra delen av landet, 100 km söder om huvudstaden Sofia.
I omgivningarna runt Rilo-Rodopski Masiv växer i huvudsak barrskog. Runt Rilo-Rodopski Masiv är det ganska glesbefolkat, med 38 invånare per kvadratkilometer.